# Processo di Cohn
Il processo Cohn o frazionamento a freddo con etanolo, sviluppato da Edwin J. Cohn, è una procedura di frazionamento del plasma allo scopo di estrarre albumina dal plasma sanguigno. Il metodo di Cohn è così funzionale che la proteina isolata dell'albumina mantiene la sua attività biologica.
Il processo si basa sulla differenza di solubilità dell'albumina e di altre proteine plasmatiche in base a pH, concentrazione di etanolo, temperatura, forza ionica e concentrazione di proteine. L'albumina ha la più alta solubilità e il punto isoelettrico più basso di tutte le principali proteine plasmatiche; questo permette al prodotto finale di separarsi dalla sua soluzione in forma solida. 
L'albumina è stata un eccellente sostituto del plasma umano nella seconda guerra mondiale. Quando somministrato a soldati feriti o altri pazienti con perdita di sangue, aiutava ad espandere il volume del sangue e portava a un recupero più rapido. 

## Storia e caratteristiche
Il processo di Cohn è stato uno sviluppo importante nel campo del frazionamento del sangue. Ha diversi usi pratici nel trattamento di malattie come l'epatite e la poliomielite. Fu molto utile durante la seconda guerra mondiale, dove i soldati si ripresero più rapidamente a causa delle trasfusioni di albumina. Il processo Cohn è stato modificato nel corso degli anni come visto sopra. Inoltre, ha influenzato altri processi con l'industria del frazionamento del sangue. Ciò ha portato a nuove forme di frazionamento come il frazionamento cromatografico del plasma nei processi di scambio ionico e finitura dell'albumina. In generale, il processo di Cohn e le sue variazioni hanno dato un enorme impulso e servono come base per l'industria del frazionamento.
Pur essendo ampiamente utilizzato, il processo non è ancora stato studiato bene perché abbastanza vecchio. Ancora più importante, non è mai stato modernizzato dalle aziende che lo utilizzano. Inoltre, il processo convenzionale può essere dannoso per l'ambiente poiché l'etanolo è una sostanza altamente infiammabile. Il formato dell'etanolo freddo potrebbe essere inefficace per eliminare alcuni virus che richiedono l'inattivazione da calore. Poiché questo processo rimane invariato per così tanto tempo, diverse inefficienze e incoerenze integrate influenzano l'economia del processo per le aziende farmaceutiche e manifatturiere. Un'eccezione a ciò è stata l'applicazione in Scozia dell'elaborazione a flusso continuo anziché dell'elaborazione della partita. Questo processo è stato ideato presso il Protein Fractionation Center (PFC), la struttura adibita al frazionamento del plasma dello Scottish National Blood Transfusion Service (SNBTS). Questo processo prevedeva il monitoraggio e il controllo in linea del pH e della temperatura, con il controllo del flusso di flussi di plasma ed etanolo mediante pompe ad ingranaggi di precisione, il tutto sotto controllo computerizzato di feedback. Di conseguenza, le frazioni di Cohn I + II + III, IV e V sono state prodotte in poche ore, anziché per molti giorni. La preparazione a flusso continuo di crioprecipitato è stata successivamente integrata nel processo a monte del frazionamento di Cohn.
Questo processo costituisce ancora una delle basi principali per l'industria del sangue in generale e ha avuto un'enorme influenza nello sviluppo dei metodi più recenti. Sebbene abbia i suoi svantaggi a seconda della variazione, il principale vantaggio del processo Cohn è rappresentato dai suoi usi pratici e dalla sua utilità nelle industrie farmacologiche e mediche.

## Dettagli del processo
Durante le operazioni, la concentrazione di etanolo passa dall'8% iniziale fino al 40%. Il pH diminuisce da neutro (7,2) a 4,8 nel corso del frazionamento. La temperatura scende da -3 fino a -5 gradi Celsius. 
Inizialmente, il sangue è congelato. Ci sono cinque principali frazioni; ogni frazione termina con un precipitato specifico. Questi precipitati sono le singole frazioni separate.
Le frazioni I, II e III vengono fatte precipitare nelle fasi iniziali. Le condizioni degli stadi iniziali sono l'8% di etanolo, pH 7,2, -3 °C e 5,1% di proteine per la frazione I. L'albumina rimane come sopranatante durante l'estrazione in queste condizioni. La frazione IV ha diverse proteine indesiderate che devono essere rimosse. Per far precipitare queste proteine, la concentrazione di etanolo passa dal 18 al 40% e aumentando il pH da 5,2 a 5,8. Infine, l'albumina si trova nella frazione V. La precipitazione dell'albumina viene effettuata riducendo il pH a 4,8, che è vicino al punto isoelettrico della proteina e mantenendo la concentrazione di etanolo al 40%, con una concentrazione proteica dell'1%. Pertanto, solo l'1% del plasma originale rimane nella quinta frazione.
Tuttavia, l'albumina viene persa in ogni fase del processo, con circa il 20% dell'albumina persa durante le fasi di precipitazione prima della frazione V. Per purificare l'albumina, si verifica un'estrazione con acqua e un adeguamento al 10% di etanolo, pH di 4,5 a − 3   °C. Qualsiasi precipitato formato qui viene scartato per filtrazione ed è un'impurità. La precipitazione, o ripetizione della fase di precipitazione per migliorare la purezza, viene fatta riportando la concentrazione di etanolo al 40% dalla fase di estrazione. Sono state create diverse varianti della frazione di Cohn per abbassare i costi e avere una resa più elevata. Generalmente, se la resa è elevata, la purezza viene ridotta all'85-90% circa.
|                       | Frazione I | Frazione II | Frazione III | Frazione IV | Frazione V |
| --------------------- | ---------- | ----------- | ------------ | ----------- | ---------- |
| Etanolo %             | 8          | 25          | 18           | 40          | 40         |
| pH                    | 7.2        | 6.9         | 5.2          | 5.8         | 4.8        |
| Temperatura (°C)      | − 3        | − 5         | − 5          | − 5         | − 5        |
| Frazione proteica (%) | 5.1        | 3           | 3            | 3           | 1          |

## Prodotti diversi dall'albumina
Cohn è stato in grado di avviare il Plasma Fractionation Laboratory dopo aver ricevuto ingenti finanziamenti dalle agenzie governative e dalle società farmaceutiche private. Ciò ha portato al frazionamento del plasma umano.
Il frazionamento del plasma sanguigno umano ha prodotto albumina sierica umana, Globulina sierica del gamma, Fibrinogeno, Trombina e Globuline del gruppo sanguigno.
Le frazioni di fibrinogeno e trombina sono state ulteriormente combinati durante la guerra in prodotti aggiuntivi, tra liquido di fibrina, schiuma solida di fibrina e il film di fibrina .
Le gammaglobuline si trovano nelle Frazioni II e III e si sono rivelate essenziali nel trattamento del morbillo per i soldati, nel trattamento della poliomielite, per modificare e prevenire l'epatite infettiva durante la seconda guerra mondiale.
La colla a base di fibrina liquida è stata usata nel trattamento delle vittime di ustioni, compresi alcuni dall'attacco a Pearl Harbor, per attaccare innesti di pelle con un tasso di successo aumentato. È stato anche trovato utile per ricollegare o anastomizzare i nervi recisi.
La schiuma di fibrina e la trombina sono state usate per controllare le trasudazioni nelle lesioni del fegato e vicino ai tumori. Ha anche minimizzato l'emorragia da grandi vene all'interno del cervello. Il film di fibrina è stato usato per fermare l'emorragia in varie applicazioni chirurgiche, inclusa la neurochirurgia. Tuttavia, non è stato utile nel controllo del sanguinamento arterioso.
Il primo prodotto a base di fibrinogeno / fibrina in grado di fermare l'emorragia arteriosa fu il "colla di fibrina" o "medicazione emostatica (HD)" inventato da Martin MacPhee nella Croce Rossa americana nei primi anni '90 e testato in collaborazione con Esercito degli Stati Uniti.

## Varianti del processo

### Metodo Gerlough
Il metodo Gerlough, sviluppato nel 1955, migliorò l'impatto economico del processo riducendo il consumo di etanolo. Invece del 40% in determinate fasi, Gerlough ha usato il 20% di etanolo per le precipitazioni. Quest' ultimo è usato specialmente per le frazioni II e III. Inoltre, Gerlough ha combinato le due frazioni con IV in un unico passaggio per ridurre il numero di frazioni necessarie. Sebbene questo metodo si sia rivelato meno costoso, non è stato adottato dall'industria a causa della combinazione delle frazioni II, III e IV che possono aumentare il numero di impurità .

### Metodo Hink
Il metodo Hink sviluppato nel 1957. Questo metodo ha dato rese più elevate attraverso il recupero di alcune delle proteine plasmatiche scartate nelle frazioni di IV. I rendimenti migliorati, tuttavia, sono stati bilanciati dalle purezza inferiori ottenute, nell'intervallo dell'85%.

### Metodo Mulford
Il metodo Mulford, simile al Hink, utilizzava il sopranatante delle frazioni II e III come ultimo step prima della conclusione e del trattamento termico. Il metodo ha combinato le frazioni IV e V, ma in questo caso l'albumina non sarebbe altrettanto pura, sebbene le rese possano essere più elevate.

### Metodo Kistler-Nitschmann
Un'altra variante è stata sviluppata da Kistler e Nitschmann, per fornire una forma più pura di albumina, anche se compensata da rese inferiori. Simile a Gerlough, il Precipitato A, che è equivalente alla frazione II e III di Cohn, è stato fatto con una concentrazione di etanolo inferiore del 19%, ma il pH, in questo caso, era anche inferiore a 5,85. Analogamente al metodo Gerlough e Mulford, la frazione IV è combinata e fatta precipitare in condizioni di etanolo al 40%, pH di 5,85 e temperatura di -8 gradi °C. L'albumina, che viene recuperata nella frazione V, viene recuperata nel precipitato C, portando il pH a 4.8. Come nel processo Cohn, l'albumina viene purificata per estrazione dall'acqua seguita da precipitazione delle impurità nelle condizioni di 10% di etanolo, pH 4,6 e -3 gradi °C. Simile al processo Cohn, il precipitato qui formato viene filtrato e scartato. Quindi il precipitato C (frazione V) viene nuovamente fatto precipitare a pH 5,2 e conservato come una pasta a -40 °C. Questo processo è stato accettato con più benevolenza da parte della comunità scientifica perché separa le frazioni e rende ogni stadio indipendente l'uno dall'altro.
| Precipitato:          | UN   | B    | C   |
| --------------------- | ---- | ---- | --- |
| Etanolo%:             | 19   | 40   | 40  |
| pH:                   | 5.85 | 5.85 | 4.8 |
| Temperatura (gradi C) | − 3  | − 8  | − 8 |

### Frazionamento a calore con etanolo
Un'altra variante comprende il frazionamento a calore con etanolo. È stato originariamente sviluppato per inattivare il virus dell'epatite. In questo processo, l'obiettivo più importante è il recupero dell'albumina ad alta purezza e ad alta purezza, mentre le altre proteine plasmatiche vengono trascurate. Al fine di assicurarsi che l'albumina non sia denaturata dal calore, ci sono stabilizzatori come l'ottanoato di sodio, che consentono all'albumina di tollerare temperature più elevate per lunghi periodi. Il plasma viene trattato termicamente a 68 °C con ottanoato di sodio con etanolo caldo al 9% a pH 6,5. Ciò si traduce in un migliore recupero dell'albumina con rese del 90% e purezza del 100%. Non è così costoso come le procedure di frazionamento con etanolo a freddo (Processo Cohn) . Uno svantaggio sono le presenze di nuovi antigeni a causa della possibile denaturazione a caldo dell'albumina. Inoltre, le altre proteine plasmatiche hanno usi pratici e perderle nel processo non varrebbe la pena. Infine, i costosi recipienti per il trattamento termico compensano i costi inferiori rispetto al processo con etanolo a freddo che non ne ha bisogno. Per questi motivi, diverse aziende non hanno adottato questo metodo anche se i risultati sono più che raguardevoli. Tuttavia, un'organizzazione di spicco che utilizza il frazionamento a calore con etanolo è la Croce Rossa tedesca.

### Metodo Hao
L'ultima variante è stata sviluppata da Hao nel 1979. Questo metodo è notevolmente semplificato rispetto al processo Cohn. Il suo obiettivo è quello di creare elevate rese di albumina purché l'albumina sia l'unico prodotto. Attraverso un processo a due stadi, le impurità vengono fatte precipitare direttamente dal sopranatante delle frazioni II e III nelle condizioni di 42% di etanolo, pH 5,8, temperatura −5 gradi°C, proteina 1,2% e forza ionica 0,09. La frazione V viene fatta precipitare a pH 4.8. Le frazioni I, II, III e IV sono in etanolo al 40%, con pH da 5,4 a 7,0 e temperatura da -3 a −7 gradi C. La frazione V viene quindi precipitata a pH 4,8 e −10 gradi C. Gli alti rendimenti sono dovuti a una combinazione di un processo semplificato, con minori perdite dovute alla co-precipitazione e all'uso della filtrazione. La purezza al 98% è raggiunta a causa dei livelli più elevati di etanolo, ma i rendimenti calano all' aumentare della purezza.
I metodi più recenti prevedono l'uso della cromatografia .